# Новочерноморье
Новочерноморье (укр. Новочорномор'я) — село в Бехтерской сельской общине Скадовского района Херсонской области Украины. В 2022 году, во время вторжения России на Украину, село было захвачено. На данный момент находится под оккупацией войск РФ.
Население по переписи 2001 года составляло 314 человек. Почтовый индекс — 75651. Телефонный код — 5539. Код КОАТУУ — 6522380502.

## Местный совет
75650, Херсонская обл., Голопристанский р-н, с. Бехтери, ул. Калинина